# 朴成赫
朴成赫（朝鲜语: 박승혁；英语: Pak Sung-Hyok；1990年5月30日—），朝鲜足球运动员。入选过朝鲜国家奧運足球队和朝鲜国家足球队。在朝鲜足球甲级联赛中效力于小白水体育团。
2010年世界杯足球赛朝鲜队3场比赛，他都入选23人名单。